# 996 (werkcultuur)
996 is een werkschema dat door sommige Chinese bedrijven wordt toegepast. Het ontleent zijn naam aan de voorwaarde dat werknemers 6 dagen per week van 9.00 uur tot 21.00 uur werken; voor een aantal van 72 werkuren in de week.
Jack Ma en anderen hebben gepleit voor een strenge cultuur van overwerk die bekend is geworden als '996'-werken van 9.00 uur tot 21.00 uur voor zes dagen per week. Bij de technologiegigant Huawei wordt deze extreme werkomgeving de 'wolvencultuur' genoemd, een klimaat van felle interne concurrentie op de werkplek waarin werknemers ofwel dood of gedood worden. Waarnemers hebben een verband gemaakt tussen de '996'-cultuur met de 'platliggen'-beweging (Tang ping). Een schrijver op het Chinese Zhihu blogplatform betoogde: 'Wij medewerkers zijn te moe. We moeten gaan liggen en rusten.'
De 996-werktijden werd op 27 augustus 2021 door het hooggerechtshof van China als illegaal beschouwd. Critici beweerden dat de 996-werktijden een schending was van de Chinese arbeidswet en noemden het 'moderne slavernij'.